# Discografia di Annalisa
La discografia di Annalisa, cantautrice italiana, è costituita da otto album in studio, quarantotto singoli e cinquantuno video musicali (inclusi quelli come artista ospite), pubblicati dal 2011.

## Album in studio
| Anno                                                         | Titolo | Classifiche | Classifiche | Certificazioni     | Unità           |
| Anno                                                         | Titolo | ITA         | SWI         | Certificazioni     | Unità           |
| ------------------------------------------------------------ | --- | ----------- | ----------- | ------------------ | --------------- |
| 2011                                                         | Nali - Pubblicato: 4 marzo 2011 - Etichetta: Warner Italy - Formati: CD, download digitale, streaming                                    | 2           | —           | - ITA: Platino     | - ITA: 80 000+  |
| 2012                                                         | Mentre tutto cambia - Pubblicato: 27 marzo 2012 - Etichetta: Warner Italy - Formati: CD, download digitale, streaming                    | 9           | —           |                    |                 |
| 2013                                                         | Non so ballare - Pubblicato: 14 febbraio 2013 - Etichetta: Warner Italy - Formati: CD, download digitale, streaming                      | 6           | —           |                    |                 |
| 2015                                                         | Splende - Pubblicato: 12 febbraio 2015 - Etichetta: Warner Italy - Formati: CD, LP, download digitale, streaming                         | 7           | —           | - ITA: Oro         | - ITA: 25 000+  |
| 2016                                                         | Se avessi un cuore - Pubblicato: 20 maggio 2016 - Etichetta: Warner Italy - Formati: CD, LP, download digitale, streaming                | 4           | 91          |                    |                 |
| 2018                                                         | Bye Bye - Pubblicato: 16 febbraio 2018 - Etichetta: Warner Italy - Formati: CD, LP, download digitale, streaming                         | 2           | 92          | - ITA: Platino     | - ITA: 50 000+  |
| 2020                                                         | Nuda - Pubblicato: 18 settembre 2020 - Etichetta: Warner Italy - Formati: CD, LP, download digitale, streaming                           | 2           | —           | - ITA: Platino     | - ITA: 50 000+  |
| 2023                                                         | E poi siamo finiti nel vortice - Pubblicato: 29 settembre 2023 - Etichetta: Warner Italy - Formati: CD, LP, download digitale, streaming | 1           | 42          | - ITA: Platino (3) | - ITA: 150 000+ |
| "—" indica una pubblicazione non classificata in quel paese. | |             |             |                    |                 |

## Singoli

### Come artista principale
| Anno | Titolo                                   | Classifiche | Classifiche | Classifiche | Certificazioni                | Unità                          | Album di provenienza                      |
| Anno | Titolo                                   | ITA         | BUL         | SWI         | Certificazioni                | Unità                          | Album di provenienza                      |
| --- | ---------------------------------------- | ----------- | ----------- | ----------- | ----------------------------- | ------------------------------ | ----------------------------------------- |
| 2011 | Diamante lei e luce lui                  | 9           | ×           | —           | - ITA: Oro                    | - ITA: 15 000+                 | Nali                                      |
| 2011 | Giorno per giorno                        | —           | ×           | —           |                               |                                | Nali                                      |
| 2012 | Senza riserva                            | 8           | ×           | —           | - ITA: Platino                | - ITA: 30 000+                 | Mentre tutto cambia                       |
| 2012 | Tra due minuti è primavera               | —           | ×           | —           |                               |                                | Mentre tutto cambia                       |
| 2012 | Per una notte o per sempre               | —           | ×           | —           |                               |                                | Mentre tutto cambia                       |
| 2013 | Scintille                                | 14          | ×           | —           |                               |                                | Non so ballare                            |
| 2013 | Alice e il blu                           | 79          | ×           | —           |                               |                                | Non so ballare                            |
| 2013 | A modo mio amo                           | —           | ×           | —           |                               |                                | Non so ballare                            |
| 2014 | Sento solo il presente                   | 7           | ×           | —           | - ITA: Oro                    | - ITA: 15 000+                 | Splende                                   |
| 2014 | L'ultimo addio                           | 27          | ×           | —           | - ITA: Oro                    | - ITA: 25 000+                 | Splende                                   |
| 2015 | Una finestra tra le stelle               | 5           | ×           | —           | - ITA: Platino                | - ITA: 50 000+                 | Splende                                   |
| 2015 | Vincerò                                  | 52          | ×           | —           | - ITA: Oro                    | - ITA: 25 000+                 | Splende                                   |
| 2015 | Splende                                  | 24          | ×           | —           | - ITA: Oro                    | - ITA: 25 000+                 | Splende                                   |
| 2016 | Il diluvio universale                    | 25          | ×           | —           |                               |                                | Se avessi un cuore                        |
| 2016 | Se avessi un cuore                       | 50          | ×           | —           | - ITA: Oro                    | - ITA: 25 000+                 | Se avessi un cuore                        |
| 2016 | Used to You/Potrei abituarmi             | —           | ×           | —           |                               |                                | Se avessi un cuore                        |
| 2017 | Direzione la vita                        | 43          | —           | —           | - ITA: Platino                | - ITA: 50 000+                 | Bye Bye                                   |
| 2018 | Il mondo prima di te                     | 3           | —           | 71          | - ITA: Platino                | - ITA: 50 000+                 | Bye Bye                                   |
| 2018 | Bye Bye                                  | 41          | —           | —           | - ITA: Platino                | - ITA: 50 000+                 | Bye Bye                                   |
| 2018 | Un domani (feat. Mr. Rain)               | 36          | —           | —           | - ITA: Platino                | - ITA: 50 000+                 | Bye Bye                                   |
| 2019 | Avocado toast                            | —           | —           | —           |                               |                                | /                                         |
| 2019 | Vento sulla Luna (feat. Rkomi)           | 74          | —           | —           |                               |                                | Nuda                                      |
| 2020 | Houseparty                               | 73          | —           | —           | - ITA: Oro                    | - ITA: 35 000+                 | Nuda                                      |
| 2020 | Tsunami                                  | 83          | —           | —           | - ITA: Oro                    | - ITA: 35 000+                 | Nuda                                      |
| 2021 | Dieci                                    | 7           | —           | —           | - ITA: Platino (2)            | - ITA: 140 000+                | Nuda10                                    |
| 2021 | Movimento lento (feat. Federico Rossi)   | 8           | 10          | —           | - ITA: Platino (3)            | - ITA: 300 000+                | Nuda10                                    |
| 2021 | Eva+Eva (feat. Rose Villain)             | —           | —           | —           |                               |                                | Nuda10                                    |
| 2022 | Tropicana (con i Boomdabash)             | 3           | —           | 70          | - ITA: Platino (4)            | - ITA: 400 000+                | Venduti                                   |
| 2022 | Bellissima                               | 7           | —           | 96          | - ITA: Platino (5)            | - ITA: 500 000+                | E poi siamo finiti nel vortice            |
| 2023 | Mon Amour                                | 1           | —           | —           | - ITA: Platino (6)            | - ITA: 600 000+                | E poi siamo finiti nel vortice            |
| 2023 | Disco Paradise (con Fedez e Articolo 31) | 3           | —           | 88          | - ITA: Platino (5) - POL: Oro | - ITA: 500 000+ - POL: 25 000+ | /                                         |
| 2023 | Ragazza sola                             | 21          | —           | —           | - ITA: Platino                | - ITA: 100 000+                | E poi siamo finiti nel vortice            |
| 2023 | Euforia                                  | 19          | —           | —           | - ITA: Platino                | - ITA: 100 000+                | E poi siamo finiti nel vortice            |
| 2024 | Sinceramente                             | 2           | —           | 6           | - ITA: Platino (4)            | - ITA: 400 000+                | E poi siamo finiti nel vortice            |
| 2024 | Storie brevi (con Tananai)               | 2           | —           | —           | - ITA: Platino (3)            | - ITA: 300 000+                | E poi siamo finiti nel vortice CalmoCobra |
| 2025 | Maschio                                  | 9           | —           | —           | - ITA: Oro                    | - ITA: 100 000+                | /                                         |
| "—" indica una pubblicazione non classificata in quel paese. "×" indica una classifica non ancora esistente |                                          |             |             |             |                               |                                |                                           |

### Come artista ospite
| Anno                                                         | Titolo                                                 | Classifiche | Classifiche | Certificazioni     | Unità           | Album di provenienza                        |
| Anno                                                         | Titolo                                                 | ITA         | FRA         | Certificazioni     | Unità           | Album di provenienza                        |
| ------------------------------------------------------------ | ------------------------------------------------------ | ----------- | ----------- | ------------------ | --------------- | ------------------------------------------- |
| 2014                                                         | Dimenticare (mai) (Raige feat. Annalisa)               | 74          | —           | - ITA: Oro         | - ITA: 25 000+  | Alex - Sanremo Edition                      |
| 2016                                                         | Stella cadente (Rocco Hunt feat. Annalisa)             | —           | —           | - ITA: Oro         | - ITA: 25 000+  | SignorHunt: Wake Up Edition                 |
| 2017                                                         | Tutto per una ragione (Benji & Fede feat. Annalisa)    | 9           | —           | - ITA: Platino (3) | - ITA: 150 000+ | 0+                                          |
| 2018                                                         | Je me souviens de tout (Sara'h feat. Annalisa)         | —           | 98          |                    |                 | /                                           |
| 2020                                                         | Supercalifragili (J-Ax feat. Annalisa)                 | 84          | —           |                    |                 | ReAle                                       |
| 2020                                                         | San Lorenzo (Alfa feat. Annalisa)                      | 53          | —           | - ITA: Platino     | - ITA: 100 000+ | Nord                                        |
| 2020                                                         | Jingle Bell Rock (Achille Lauro feat. Annalisa)        | —           | —           |                    |                 | 1920 - Achille Lauro & The Untouchable Band |
| 2024                                                         | Istinto animale (Don Joe feat. Guè, Annalisa ed Ernia) | 29          | —           |                    |                 | /                                           |
| 2024                                                         | Beatrice (Tedua feat. Annalisa)                        | 1           | —           | - ITA: Platino (2) | - ITA: 200 000+ | La Divina Commedia - Paradiso               |
| "—" indica una pubblicazione non classificata in quel paese. |                                                        |             |             |                    |                 |                                             |

### Singoli promozionali
| Anno                                                         | Titolo                            | Classifiche | Certificazioni | Unità          | Album di provenienza           |
| Anno                                                         | Titolo                            | ITA         | Certificazioni | Unità          | Album di provenienza           |
| ------------------------------------------------------------ | --------------------------------- | ----------- | -------------- | -------------- | ------------------------------ |
| 2013                                                         | Pirati                            | 78          |                |                | /                              |
| 2014                                                         | Tutto sommato                     | —           |                |                | Mentre tutto cambia            |
| 2023                                                         | Christmas (Baby Please Come Home) | 10          | - ITA: Oro     | - ITA: 50 000+ | E poi siamo finiti nel vortice |
| "—" indica una pubblicazione non classificata in quel paese. |                                   |             |                |                |                                |

## Altri brani entrati in classifica e/o certificati
| Anno | Titolo                                             | Classifiche | Certificazioni | Unità          | Album di provenienza |
| Anno | Titolo                                             | ITA         | Certificazioni | Unità          | Album di provenienza |
| ---- | -------------------------------------------------- | ----------- | -------------- | -------------- | -------------------- |
| 2011 | Inverno                                            | 40          |                |                | Nali                 |
| 2011 | Questo bellissimo gioco                            | 5           |                |                | Nali                 |
| 2011 | Brividi                                            | 46          |                |                | Nali                 |
| 2011 | Solo                                               | 59          |                |                | Nali                 |
| 2011 | Mi sei scoppiato dentro al cuore                   | 54          |                |                | Nali                 |
| 2012 | It's Oh So Quiet                                   | 61          |                |                | /                    |
| 2012 | Ma che freddo fa                                   | 81          |                |                | /                    |
| 2012 | Why                                                | 73          |                |                | /                    |
| 2013 | Non so ballare                                     | 44          |                |                | Non so ballare       |
| 2014 | Ferire per amare (Moreno feat. Annalisa)           | 77          |                |                | Incredibile          |
| 2019 | FuckTheNoia (Fedez feat. Annalisa)                 | 31          |                |                | Paranoia Airlines    |
| 2019 | C'è da fare (Kessisoglu & Friends per Genova)      | 67          |                |                | /                    |
| 2020 | Ma il cielo è sempre blu (Italian Allstars 4 Life) | 5           |                |                | /                    |
| 2020 | Sweet Dreams (Achille Lauro feat. Annalisa)        | 33          | - ITA: Oro     | - ITA: 35 000+ | 1990                 |
| 2024 | Memories (Capo Plaza feat. Annalisa)               | 23          |                |                | Ferite               |

## Collaborazioni
| Anno | Titolo                                   | Artista                                                     | Album di provenienza                  |
| ---- | ---------------------------------------- | ----------------------------------------------------------- | ------------------------------------- |
| 2013 | Amici mai                                | Antonello Venditti                                          | Io, l'orchestra, le donne e l'amore   |
| 2013 | Ogni volta                               | Antonello Venditti                                          | Io, l'orchestra, le donne e l'amore   |
| 2014 | Ho difeso il mio amore                   | Nomadi                                                      | Exodus - Nomadi Live                  |
| 2015 | Si me olvidas                            | Vanesa Martín                                               | Directo: Gira Crónica de Un Baile     |
| 2015 | Abbracciati                              | Marcella Bella                                              | Una serata... Bella - Per te, Gianni! |
| 2016 | La mia storia tra le dita                | Gianluca Grignani                                           | Una strada in mezzo al cielo          |
| 2017 | Mila e Shiro - Due cuori nella pallavolo | Cristina D'Avena                                            | Duets - Tutti cantano Cristina        |
| 2020 | Io ti volevo                             | Marco Masini                                                | Masini +1 30th Anniversary            |
| 2021 | Family                                   | David Guetta (feat. Ty Dolla Sign & A Boogie wit da Hoodie) | /                                     |
| 2022 | Neve su Marte                            | Mr. Rain                                                    | Fragile                               |
| 2024 | Salto nel buio                           | Stabber (feat. Coez)                                        | Trueno                                |
| 2024 | Banane e lampone                         | Gianni Morandi                                              | L'attrazione                          |

## Autrice e compositrice per altri artisti
| Anno | Titolo                | Artista        | Album di provenienza |
| ---- | --------------------- | -------------- | -------------------- |
| 2014 | Siamo amore           | Giada          | Da capo              |
| 2015 | Every Second I'm Away | Tony Hadley    | The Christmas Album  |
| 2017 | L'ultimo Latin Lover  | Gianna Nannini | Amore gigante        |
| 2018 | A un passo da te      | Raige          | /                    |

## Video musicali
| Anno | Titolo                              | Regista/i                                   |
| ---- | ----------------------------------- | ------------------------------------------- |
| 2011 | Diamante lei e luce lui             | Marco Salom e Serena Corvaglia              |
| 2011 | Giorno per giorno                   | Alberto Puliafito                           |
| 2012 | Senza riserva                       | Gaetano Morbioli                            |
| 2012 | Tra due minuti è primavera          | Gaetano Morbioli                            |
| 2013 | Pirati                              | Luca Gatti                                  |
| 2013 | Scintille                           | Gaetano Morbioli                            |
| 2013 | Alice e il blu                      | Gaetano Morbioli                            |
| 2013 | A modo mio amo                      | Gaetano Morbioli                            |
| 2014 | Sento solo il presente              | Gaetano Morbioli                            |
| 2014 | L'ultimo addio                      | Gaetano Morbioli                            |
| 2014 | Dimenticare (mai)                   | Mauro Russo                                 |
| 2015 | Una finestra tra le stelle          | Gaetano Morbioli                            |
| 2015 | Vincerò                             | Mauro Russo                                 |
| 2015 | Splende                             | Gaetano Morbioli                            |
| 2016 | Il diluvio universale               | Gaetano Morbioli                            |
| 2016 | Se avessi un cuore                  | Gaetano Morbioli                            |
| 2016 | Used to You                         | Claudio Zagarini                            |
| 2016 | Stella cadente                      | Gaetano Morbioli                            |
| 2017 | Tutto per una ragione               | The Astronauts                              |
| 2017 | Direzione la vita                   | Mauro Russo                                 |
| 2018 | Il mondo prima di te                | YouNuts! (Antonio Usbergo e Niccolò Celaia) |
| 2018 | Bye Bye                             | YouNuts! (Antonio Usbergo e Niccolò Celaia) |
| 2018 | Je me souviens de tout              | Thierry Vergnes                             |
| 2018 | Un domani                           | Enea Colombi                                |
| 2019 | C'è da fare                         | Lele Biscussi e Gianluca Montesano          |
| 2019 | Avocado toast                       | YouNuts! (Antonio Usbergo e Niccolò Celaia) |
| 2019 | Vento sulla Luna                    | Enea Colombi                                |
| 2020 | Supercalifragili                    | J-Ax                                        |
| 2020 | Houseparty                          | Davide "Bastanimotion" Bastolla             |
| 2020 | Ma il cielo è sempre blu            | Mauro Russo                                 |
| 2020 | Tsunami                             | Giacomo Triglia                             |
| 2020 | Jingle Bell Rock                    | Fabrizio Conte                              |
| 2020 | San Lorenzo                         | William9                                    |
| 2021 | Dieci                               | Giacomo Triglia                             |
| 2021 | Movimento lento                     | Mauro Russo                                 |
| 2021 | Eva+Eva                             | Simone Peluso                               |
| 2021 | Family                              | Federico Santaiti                           |
| 2022 | Tropicana                           | Fabrizio Conte                              |
| 2022 | Bellissima                          | Giulio Rosati                               |
| 2023 | Mon Amour                           | Giulio Rosati                               |
| 2023 | Disco Paradise                      | Olmo Parenti                                |
| 2023 | Ragazza sola                        | Giulio Rosati                               |
| 2023 | Christmas (Baby Please Come Home)   | /                                           |
| 2023 | Ragazza sola (Acoustic Version)     | /                                           |
| 2023 | Euforia                             | Dario Garegnani                             |
| 2024 | Sinceramente                        | Giulio Rosati                               |
| 2024 | Istinto animale                     | Fabrizio Conte                              |
| 2024 | Storie brevi                        | Bendo                                       |
| 2024 | Sinceramente (cuando cuando cuando) | Giulio Rosati                               |
| 2024 | Beatrice                            | Martina Pastori                             |
| 2025 | Maschio                             | Giulio Rosati                               |